# 草の湯
草の湯（くさのゆ）は、岩手県八幡平市（旧国陸奥国）にある野湯。草の湯は八幡平の登山コースのうち、草の湯コースの途中にある野湯である。

## 野湯
透明な湯が2～3の湯船を満たしてあふれ出ており、周囲には大量の白い湯花がペンキを塗りたくったように付着している。温泉は岩の間からこんこんと湧いている。温泉に入ると、底に堆積している湯花が舞い上がり、湯は白濁する。湯温は低いので、夏期の利用が良いと思われる。
近くを流れる知恵ノ沢の川も上流にある温泉のため酸っぱく、酸性を帯びており、飲用には向かない。知恵ノ沢の下流には他にも温泉が湧いている場所があり、通称「新草の湯」などと呼ばれている。新草の湯への道はやや傾斜がきつい藪の山道となっている。
自分で川底を掘って石を積んだところが湯船になるという。以前、木の枠で湯船を作ったが、すぐに沢の流れで埋まってしまった。ザルに半乾きのかたまりが入って岸に置いている。湯花が欲しい人は、そのザルから乾いた湯花をもらい次の人のためにどろどろの湯花をすくって、ザルに入れておくのが当たり前のルールとして行われているという。

## アクセス
野湯へは、八幡平市兄川牧場の南西にある八幡平登山道草の湯コース入り口から約30分(1km)程度徒歩で移動したところにある。途中に湿原地帯があり、かなりぬかる道を通る。温泉は知恵ノ沢の川の近くにあり、周囲には硫黄の臭いが広がっている。
草の湯から更に登山道を辿ると、次第にアオモリトドマツが多くなり、倉形沢の石が多い川を越え、高山植物が咲き誇る高原につく。高原の湿地帯にある案内板がある十字路を左に進むと八幡平山頂である。